# فيليسا روز
فيليسا روز (بالإنجليزية: Felissa Rose)‏ هي ممثلة أمريكية، ولدت في 23 مايو 1969 بنيويورك في الولايات المتحدة.

## وصلات خارجية
- فيليسا روز على موقع IMDb (الإنجليزية)
- فيليسا روز على موقع ألو سيني (الفرنسية)
- فيليسا روز على موقع أول موفي (الإنجليزية)
- فيليسا روز على موقع قاعدة بيانات الفيلم (الإنجليزية)
- فيليسا روز على موقع كينوبويسك (الروسية)